# Bostrychoplites cornutus
Bostrychoplites cornutus is een kever uit de familie boorkevers (Bostrichidae).

## Oorsprong
Het insect wordt vanuit Afrika in Europa ingevoerd in tropisch hout en komt vaak mee met folkloristisch houtsnijwerk uit Afrika en Azië of in verpakkingsmateriaal als pallets en kisten. De larven geven de voorkeur aan het spinthout. Ze tasten het droog opgeslagen hout niet aan en zijn voor of kort na het vellen van de boom al aanwezig. Hun ontwikkeling kunnen ze voltooien in het hout waarna ze alsnog als volwassen kever tevoorschijn komen.

## Kenmerken
Bostrychoplites cornutus heeft een kop die overdekt wordt door een opgeblazen pronotum of halsschild. Het halsschild is aan de voorzijde tot twee doorns uitgetrokken en bezet met kleine tandjes. De lichaamskleur is donkerbruin, de lichaamslengte varieert van 7 tot 18 millimeter.
Door hun bolle, omlaag gebogen kop lijken ze op klopkevers, maar het kenmerkend verschil van doorntjes op het borststuk is een goed onderscheidend kenmerk. Deze hoorns zijn bij de vrouwtjes kleiner dan bij de mannetjes. Het vreten in het hout door de larven gaat in vreemde landen zoals westelijk Europa gewoon door maar de volwassen kevers kunnen zich hier niet voortplanten waardoor de soort geen plaaginsect kan worden.